# Estación de Deifontes
Deifontes es una estación de ferrocarril situada en el municipio español de Deifontes, en la provincia de Granada. Actualmente no dispone de servicio de viajeros, aunque puede ser utilizada como apartadero para efectuar cruces entre trenes de viajeros y de mercancías. Forma parte de la red de Adif.

## Situación ferroviaria
La estación se encuentra en el punto kilométrico 33,9 de la línea férrea de ancho ibérico Moreda-Granada, a 707 metros de altitud. Se sitúa entre las estaciones de Iznalloz y Albolote. El tramo es de via única y está sin electrificar.

## Historia
La estación fue inaugurada en 1904 junto al resto de la línea Moreda-Granada, construida por la Compañía de los Caminos de Hierro del Sur de España. Con posterioridad la propiedad de la estación pasaría a manos de la Compañía de los Ferrocarriles Andaluces y en 1941, con la nacionalización de toda la red ferroviaria de ancho ibérico, se integró en la recién creada RENFE.
La estación fue clausurada al servicio de viajeros, si bien continua operativa para servicios de mercancías. Desde el 1 de enero de 2005 el ente Adif es la titular de las instalaciones ferroviarias, mientras que Renfe Operadora explota la línea.

## La estación
Actualmente la línea está bajo el amparo de un Control de Tráfico Centralizado, por lo que no existe personal en la estación. La estación no dispone de servicio de viajeros, pero sí de un importante tráfico de mercancías.
El 29 de septiembre de 2021, licitó Adif el contrato de obras de construcción de un nuevo gabinete de circulación en la estación, que supone edificar un inmueble independiente, junto a un lateral del edificio de viajeros de la estación, para que albergue el gabinete de circulación actualmente situado dentro de dicho edificio de viajeros. El nuevo edificio que albergará el gabinete contará con una superficie total de 27,9 metros cuadrados. Estará compuesto por un módulo prefabricado y climatizado, y su ubicación permitirá aprovechar la traza de canalizaciones existentes para hacer llegar al edificio el cableado de instalaciones de seguridad, nuevos cables de alimentación eléctrica, voz y datos.